# Mistrzostwa Brazylii w Lekkoatletyce 2011
Mistrzostwa Brazylii w Lekkoatletyce 2011 – zawody lekkoatletyczne, które odbyły się między 3 i 7 sierpnia w São Paulo. 

## Rezultaty

### Mężczyźni
| Konkurencja:                  | Złoto                   | Wynik     | Srebro                    | Wynik     | Brąz                     | Wynik     |
| Bieg na 100 m                 | Bruno de Barros         | 10,25     | Diego Henrique Cavalcante | 10,37     | Nílson André             | 10,38     |
| Bieg na 200 m                 | Bruno de Barros         | 20,21     | Sandro Viana              | 20,46     | Nílson André             | 20,56     |
| Bieg na 400 m                 | Anderson Henriques      | 45,81 NJR | Fernando de Almeida       | 46,23     | Wagner Francisco Cardoso | 46,62     |
| Bieg na 800 m                 | Kléberson Davide        | 1:44,21   | Lutimar Paes              | 1:45,37   | Fernando da Silva        | 1:45,66   |
| Bieg na 1500 m                | Leandro Oliveira        | 3:44,2    | Lutimar Paes              | 3:45,2    | André de Santana         | 3:46,1    |
| Bieg na 5000 m                | David de Macedo         | 13:58,35  | Leandro Oliveira          | 14:06,14  | Robson de Lima           | 14:08,62  |
| Bieg na 10 000 m              | Marílson dos Santos     | 28:40,75  | David de Macedo           | 28:41,72  | Giovani dos Santos       | 29:29,69  |
| Bieg na 110 m przez płotki    | Mateus Facho Inocêncio  | 13,73     | Éder Antônio Souza        | 13,75     | Luis Fernando Ferreira   | 13,97     |
| Bieg na 400 m przez płotki    | Mahau Suguimati         | 50,13     | Raphael Fernandes         | 50,20     | Hederson Estefani        | 51,10     |
| Bieg na 3000 m z przeszkodami | André de Santana        | 8:49,9    | Fernando Alex Fernandes   | 8:51,3    | Celso Ficagna            | 8:52,1    |
| Chód na 20 000 m              | Moacir Zimmermann       | 1:21:02,5 | Caio Bonfim               | 1:26:10,2 | Jonathan Rieckmann       | 1:26:18,3 |
| Skok wzwyż                    | Rafael dos Santos       | 2,18      | Guilherme Cobbo           | 2,18      | Talles Frederico Silva   | 2,14      |
| Skok o tyczce                 | Fábio da Silva          | 5,40      | Thiago Da Silva           | 5,20      | Henrique Martins         | 5,00      |
| Skok w dal                    | Rogério Bispo           | 8,04      | Rafael Mello              | 7,76      | Rubens dos Santos        | 7,71      |
| Trójskok                      | Jefferson Sabino        | 17,07     | Hilton da Silva           | 16,93     | Rodrigo Silva            | 16,39     |
| Pchnięcie kulą                | Ronald Julião           | 18,32     | Bruno Tapias              | 17,41     | Douglas Ataide           | 17,17     |
| Rzut dyskiem                  | Ronald Julião           | 62,45     | Raoni de Morais           | 54,78     | Carlos Valle             | 53,75     |
| Rzut młotem                   | Allan Wolski            | 67,81     | Wagner Domingos           | 66,99     | Marcos dos Santos        | 61,74     |
| Rzut oszczepem                | Júlio César de Oliveira | 71,94     | Luiz Fernando da Silva    | 70,10     | Jander Nunes             | 69,71     |
| Dziesięciobój                 | Luiz Alberto de Araújo  | 8115 pkt. | Ânderson Venâncio         | 7800 pkt. | Renato da Cámara         | 7436 pkt. |

### Kobiety
| Konkurencja:                  | Złoto                     | Wynik        | Srebro                    | Wynik     | Brąz                        | Wynik     |
| Bieg na 100 m                 | Ana Claudia da Silva      | 11,34        | Rosângela Santos          | 11,36     | Franciela Krasucki          | 11,56     |
| Bieg na 200 m                 | Ana Claudia da Silva      | 22,68        | Vanda Gomes               | 23,23     | Geisa Coutinho              | 23,33     |
| Bieg na 400 m                 | Geisa Coutinho            | 51,31        | Jailma de Lima            | 51,89     | Joelma Sousa                | 52,36     |
| Bieg na 800 m                 | Christiane dos Santos     | 2:04,40      | Natalia Oliveira          | 2:08,22   | Tatiana Araújo              | 2:09,01   |
| Bieg na 1500 m                | Fabiana Cristine da Silva | 4:29,02      | Christiane dos Santos     | 4:30,95   | Tatiele Roberta de Carvalho | 4:33,35   |
| Bieg na 5000 m                | Simone da Silva           | 15:39,37     | Fabiana Cristine da Silva | 15:50,67  | Cruz Nonata da Silva        | 16:02,77  |
| Bieg na 10 000 m              | Simone da Silva           | 31:16,56 AR  | Cruz Nonata da Silva      | 33:08,97  | Adriana da Silva            | 34:18,78  |
| Bieg na 100 m przez płotki    | Maíla Paula Machado       | 13,20        | Giselle de Albuquerque    | 13,50     | Adelly Santos               | 13,55     |
| Bieg na 400 m przez płotki    | Jailma de Lima            | 56,38        | Elaine Paixão             | 57,94     | Liliane Cristina Barbosa    | 57,94     |
| Bieg na 3000 m z przeszkodami | Sabine Heitling           | 9:57,59      | Eliane Pereira            | 10:30,58  | Jennifer Silva              | 10:38,20  |
| Chód na 20 000 m              | Erica de Sena             | 1:35:29,6 NR | Elianay Pereira           | 1:46:29,7 | Liliane Priscila Barbosa    | 1:48:16,9 |
| Skok wzwyż                    | Mónica Freitas            | 1,82         | Valdiléia Martins         | 1,82      | Aline Fernanda Santos       | 1,78      |
| Skok o tyczce                 | Karla da Silva            | 4,30         | Sara Pereira              | 4,00      | Patrícia dos Santos         | 3,90      |
| Skok w dal                    | Maurren Maggi             | 6,74         | Eliane Martins            | 6,58      | Vanessa Seles               | 6,48      |
| Trójskok                      | Keila Costa               | 13,88        | Gisele de Oliveira        | 13,75     | Laurice Cristina Félix      | 12,91     |
| Pchnięcie kulą                | Keely Medeiros            | 16,74        | Andréa Maria Brito        | 16,43     | Elisângela Adriano          | 16,02     |
| Rzut dyskiem                  | Fernanda Raquel Borges    | 58,22        | Andressa de Morais        | 57,72     | Elisângela Adriano          | 55,49     |
| Rzut młotem                   | Josiane Soares            | 59,21        | Carla Michel              | 58,64     | Andressa de Morais          | 57,66     |
| Rzut oszczepem                | Laila e Silva             | 57,81        | Alessandra Resende        | 55,34     | Rafaela Goncalves           | 53,60     |
| Siedmiobój                    | Lucimara Silva            | 6074 pkt.    | Vanessa Spínola           | 5545 pkt. | Tamara de Souza             | 5448 pkt. |